# جيمي أوهارا

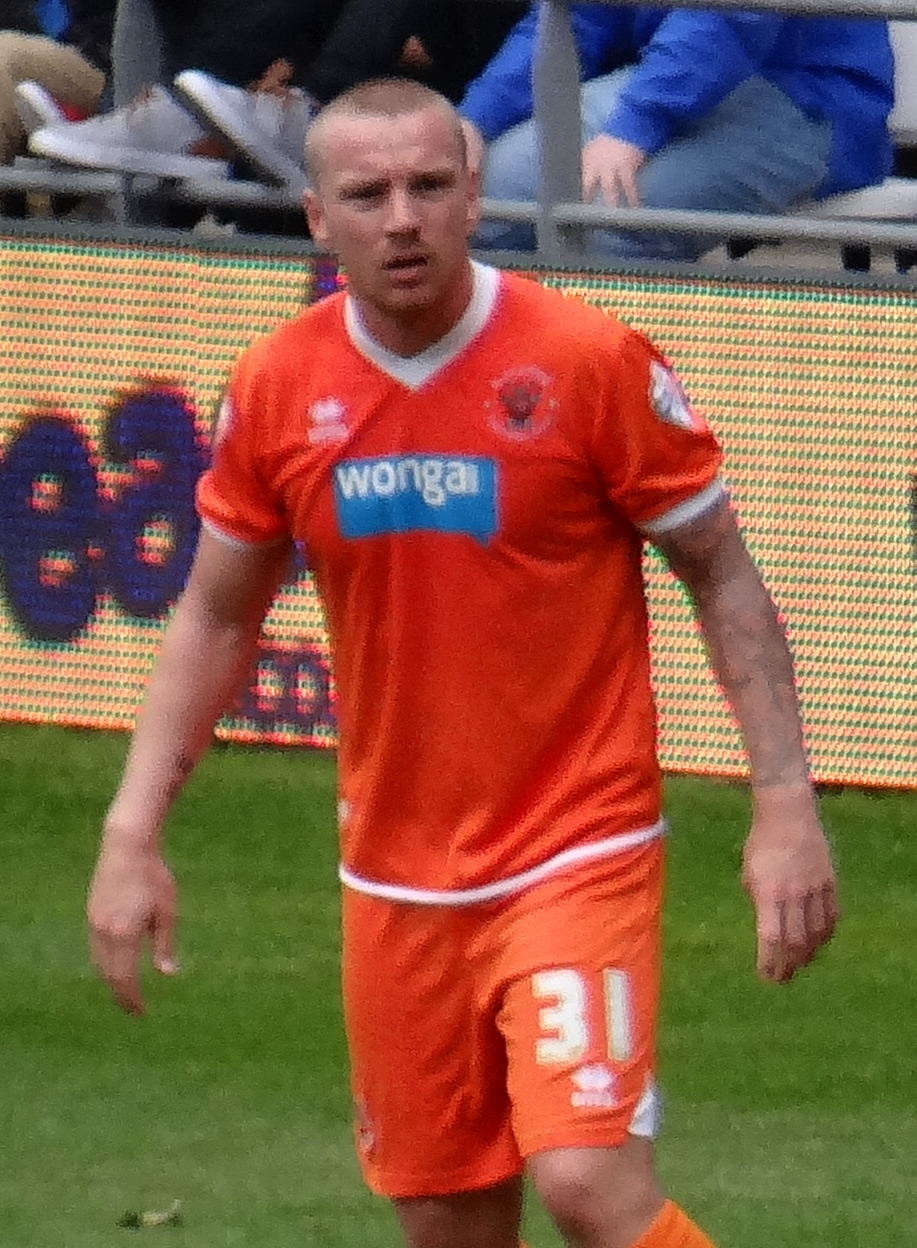

جيمي داريل أوهارا (بالإنجليزية: Jamie O'Hara)‏، من مواليد 25 سبتمبر 1986 في لندن في إنجلترا، لاعب كرة قدم إنجليزي.
بدأ مسيرته الكروية مع نادي توتنهام هوتسبر في عام 2005، وهو يلعب معهم حتى الآن، وفي عام 2006 أعير إلى نادي تشيسترفيلد، ولعب معهم 19 مباراة وسجل 5 أهداف.

## روابط خارجية
- جيمي أوهارا على موقع قاعدة بيانات كرة القدم.إي يو (الإنجليزية)
- جيمي أوهارا على موقع Soccerbase.com (لاعب) (الإنجليزية)
- جيمي أوهارا على موقع Soccerway.com (الإنجليزية)
- جيمي أوهارا على موقع عالم كرة القدم.نت (الإنجليزية)